# Giovanni Battista Podestà
Giovanni Battista Podestà  (né  le 13 février 1895  à Torre Pallavicina, petit village au sud-est de Bergame, à la limite des provinces de Brescia et de Crémone et mort le 16 février 1976  à Laveno-Mombello province de Varèse dans la région Lombardie) est un céramiste, sculpteur et peintre d'art brut italien.

## Biographie
Il est le douzième enfant et le seul garçon d'une famille de paysans lombards qui compte treize enfants dont douze filles. Orphelin de père très jeune, il est entouré par ses sœurs dont six vont mourir de tuberculose, et de sa mère. Après la mort du père, la famille se déplace dans un autre village : Soncino. Les femmes travaillent pour le propriétaire d'un domaine, les unes à la filature les autres dans les rizières. Battista va à l'école jusqu'à dix ans, puis devient aide maçon.
Ouvrier régulier à temps complet dans une fabrique de céramique, il travaille le soir dans son atelier au sous-sol de sa maison. Son œuvre est indissociable de  son épouse, Marie-Henriette Nobili, pour laquelle il crée de nombreuses peintures selon sa demande. La mort de celle-ci, en 1974, marque la fin de son activité artistique en même temps que les débuts de son déséquilibre mental qui le conduit au centre psychiatrique de Varèse. Il y séjourne une quinzaine de jours, cherche à s'enfuir, et finalement, revenu dans sa famille, il meurt à l'âge de 81 ans.
Très attaché à la vie de famille, il a été entouré de nombreux amis qui appréciaient ses travaux parmi lesquels Jean Tinguely, qui lui a apporté son soutien financier en achetant ses œuvres dont il a réuni une collection importante.
Les créations de cet autodidacte (non instruit mais pas inculte) s'étalent sur cinquante années. Elles commencent vers 1925, date de son mariage jusqu'à 1974, année de la mort de son épouse. Il commence avec des peintures à l'huile sur toile, que sa femme appréciait grandement. Plus tard, Podestà travaille sur des objets usuels : plateaux, vases, boites à coudre et bientôt, vaisselier, buffet, table sur lesquels l'iconographie reste semblable à celle de ses toiles, avec beaucoup de thèmes religieux.
Sa production comprend également des sculptures en plâtre bariolées que Christian Delacampagne qualifie de carnavalesques allant « au-delà de l'art brut et se rapprochant de l'art populaire italien. »
Lucienne Peiry considère au contraire que Battistà délivre un message, dénonçant la cupidité et la corruption et présentant la mort comme une violence physique  mais aussi comme une forme d'égalité pour tous
Art brut, art populaire, art hors-normes, les critiques d'art font entrer l'œuvre de Podestà dans plusieurs catégories proches les unes des autres. Alain et Caroline Bourbonnais l'ont accueilli dans « l'art hors-norme-art brut » de la Fabuloserie .

## Œuvres
Les œuvres ne sont presque jamais datées. La Fabuloserie rédigée par Michel Ragon donne des précisions supplémentaires sur les œuvres visibles par le grand public. La liste est non exhaustive.
La collection Jean Tinguely:
- Autoportrait, haut relief, 37 × 30 cm, collection Jean Tinguely[9]
- Portrait de Madame Podestà, 37 × 30 cm, collection Jean Tinguely[9]
- Autoportrait, sculpture, hauteur 41 cm, Collection de l'art brut
- Madame Podestà, sculpture, hauteur 14 cm, Collection de l'art brut
- Pendule aux enfants, sculpture, 5à cm, collection Jean tinguely
- L'homme-papillon. Sculpture, 15 cm, collection Jean Tinguely
- Femme aux bougeoirs, sculpture, hauteur 56 cm, collection Jean Tinguely[10]
- Soleil or, sculpture, collection Jean Tinguely
- Le Cimetière, bas-relief, 37 × 51 cm, collection de l'art brut.
- La famille le miroir et la mort, 33 × 25 cm, haut-relief, collection Jean Tinguely
- Aujourd'hui les noces, peinture 37 × 47 cm, collection Jean Tinguely[11]

À la Fabuloserie :
- Le buffet de sa salle à manger de Podestà, bois polychrome
- Uniforme pour piéton, haut-relief
- Non dir di me plâtre peint et bois, 52 × 33 cm
- L'homme de l'an 2000 bois et plâtre peint
- Industria comercio, bois et plâtre peint 75 × 38 × 38 cm
- La Roue de la vie, bois et plâtre peints 33 × 23 × 23 cm
- Cervello di commando, bois et plâtre peints 38 × 42 × 12 cm

À la collection de l'art brut
- Autoportrait, sculpture, hauteur 41 cm
- Madame Podestà, 14 cm sculpture
- Le bien et le mal, peinture, 60 × 35 cm
- Il Sarcofago, sculpture, 34 × 50 × 54 cm
- Il Mostra, sculpture, 80 × 66 cm

Aperçu de quelques œuvres visibles à la Collection de l'art brut : Podestà à Lausanne